# Non cambierei questa vita con nessun'altra
Non cambierei questa vita con nessun'altra è un singolo del cantautore italiano Luciano Ligabue, pubblicato il 4 maggio 2022.
Questa canzone è stata utilizzata da Ligabue come apertura del concerto inaugurale dell'RCF Arena, tenuto il 4 giugno 2022 in occasione dei 30 anni di carriera del rocker.

## Descrizione
Ligabue ha scritto questa canzone insieme alla sua autobiografia. Il cantante ha annunciato l'uscita del singolo attraverso i social, dicendo che l'avrebbe suonata a Campovolo e che nel frattempo gli spettatori del concerto avrebbero potuto imparare la canzone per cantarla insieme.

## Video musicale
Il videoclip è stato pubblicato in concomitanza del lancio del singolo attraverso il canale YouTube del cantautore. Il video alterna le foto in bianco e nero della sua vita alle immagini dei suoi concerti.

## Tracce
Testi e musiche di Luciano Ligabue.
1. Non cambierei questa vita con nessun'altra – 3:47